# The Sound of Perseverance
The Sound of Perseverance è il settimo e ultimo album in studio del gruppo musicale statunitense Death, pubblicato il 15 settembre 1998 dalla Nuclear Blast.

## Descrizione
È l'unico album inedito pubblicato dai Death dopo la firma per la Nuclear Blast.
Questo disco in particolare sviluppa uno stile maggiormente influenzato da generi esterni al death metal. Le influenze heavy e progressive, infatti, diventano incredibilmente marcate e molto maggiori rispetto a quelle degli altri dischi, tanto che è difficile etichettare l'album all'interno di una singola categoria o di un singolo genere musicale. Il logo definitivo dei Death, rispetto a quello già modificato nel corso degli ultimi album e presente in Symbolic, vede il taglio della "A" leggermente modificato e la scomparsa dello spettro al di sopra della "H", lasciando come simboli rimasti la falce e la croce rappresentante la "T".
Nel 2005 la Nuclear Blast pubblicato una versione deluxe dell'album comprendente anche il DVD Live in Cottbus '98.
Nel 2011 è il primo album ad essere rimasterizzato dalla Relapse Records, dopo che questa acquisisce i diritti di pubblicazione della musica dei Death. L'etichetta procederà negli anni seguenti a rimasterizzare e ripubblicare l'intera discografia in studio della band, fatta eccezione per Symbolic. La riedizione della Relapse comprende due dischi bonus contenenti numerose demo e registrazioni risalenti agli anni 1996, 1997 e 1998, oltre che a una copertina ridisegnata da Travis Smith.

## Tracce
Testi e musiche di Chuck Schuldiner, eccetto dove indicato.
1. Scavenger of Human Sorrow – 6:54 (secondo assolo: Shannon Hamm)
2. Bite the Pain – 4:29 (primo assolo: Shannon Hamm)
3. Spirit Crusher – 6:44 (secondo assolo: Shannon Hamm)
4. Story to Tell – 6:34 (primo assolo: Shannon Hamm)
5. Flesh and the Power It Holds – 8:25
6. Voice of the Soul – 3:42
7. To Forgive Is to Suffer – 5:55
8. A Moment of Clarity – 7:22 (primo assolo: Shannon Hamm)
9. Painkiller  (Judas Priest cover) – 6:02

## Formazione
- Chuck Schuldiner - voce, chitarra
- Richard Christy - batteria
- Scott Clendenin - basso
- Shannon Hamm - chitarra